# ジャック・リヴィエール
ジャック・リヴィエール（Jacques Rivière, 1886年7月15日 - 1925年2月14日）は、フランスの評論家。『新フランス評論』誌の編集長を務める。ジャーク・リヴィエールとも表記する。

## 生涯

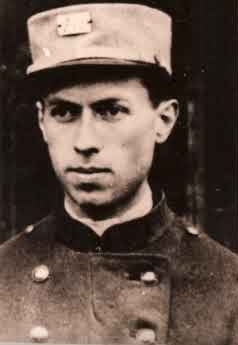
第一次世界大戦従軍時のリヴィエール

1886年、ボルドー市で、医科大学教授の父の子として生まれた。1897年、10歳の頃、母と死別。ボルドー中学、ラカナール中学で学ぶ。ラカナール中学では、1903年、アンリ・アラン＝フルニエと知り合う。1907年、兵役中ボルドーで哲学の文学士号を取得する。再びパリに出て、テュイルリーの聖ヨゼフ学院、さらにポール・クローデルの紹介により、スタニスラス学院で教鞭を執る。この間、フランソワ・ド・サリニャック・ド・ラ・モット・フェヌロン（François de Salignac de La Mothe Fénelon）の神義論に関する論文によって、ソルボンヌ大学で学位を受ける。1907年から「西洋」（L’Occident）誌、1909年からは新フランス評論（La Nouvelle Revue française：N・R・F）誌に寄稿し、編集員となる。1909年8月、アラン＝フルニエの妹イザベルと結婚。1914年、ランボー論を新フランス評論誌に発表。第一次世界大戦には、第220歩兵連隊の軍曹として出征。開戦直後の1914年8月24日、エトンの戦で捕虜になり、ケーニヒスブリュック、次いで1915年7月、ヒュルスベルクの捕虜収容所に送られる。同年8月、脱走を試みるも、国境から数キロのところで捕えられる。同年9月、ケーニヒスブリュックに戻される。病気になり、スイスに移送され1年間療養し、1918年、終戦時に帰国を許される。1919年、新フランス評論誌を再刊して、その編集長となる。編集活動を通して、マルセル・プルースト、ポール・ヴァレリーらと交流する。1925年、チフスのためにパリで死去。

## 信仰
1907年2月、ポール・クローデルに初めて手紙を書き、以後そのカトリシズムによる指導を受ける。クローデルは自らが回心した場でもあるノートルダム寺院での聖母への祈りを勧め、リヴィエールはそれに応じた。1911年、長女ジャクリーヌの誕生に際し、妻イザベルが回心する。1913年12月25日、パリのベネディクト派女子修道会の礼拝堂において、ダニエル・フォンテーヌ司祭の許でリヴィエールは聖体拝領した。数か月後、恩寵を実感する。司祭は、祈りの友に示されているような具体的な方法で、朝夕の祈りにより魂を方向づけるべきだ、とリヴィエールに助言した。

## 最後の日々
最後の闘病の日々の中では、いくつかの発言が聴き取られている。まず、既に戦死していた義兄であるアラン＝フルニエの名を呼び、「アンリ、君のところへ行く」と語った。また、編集活動の中でのより正確な表現の形式を追究すべきことを示唆し、何度かポール・ヴァレリーの名を口にした。

## 主な著作
原著下記に、日本語訳

### 著作
- エチュード（Etudes）、新フランス評論（La Nouvelle Revue Française）、1912年
  - 『エチュード』佐藤正彰、河上徹太郎、富永惣一、小林秀雄共訳、芝書店、1933年[11]
- 冒険小説論（Le Roman d'aventure）、新フランス評論、1913年
- ドイツ（俘虜の思い出と反省）（L’Allemand : Souvenirs et réflexions d'un prisonnier de guerre）、新フランス評論、1918年
- 愛人（Aimée）、新フランス評論、1922年
- 神の足跡を求めて（À la trace de Dieu）、新フランス評論、1925年[12]
  - 『神の足跡を求めて』、山崎庸一郎訳、「選集1」彌生書房、1979年
- 心理研究における進展ーフロイトとプルースト（Quelques progrès dans l'étude du cœur humain : Freud et Proust）、新フランス評論、1926年
  - 『フロイトとプルースト』、岩崎力訳、「選集2」彌生書房、1981年
- ランボー（Rimbaud）、Kra、1930年
  - 『ランボオ』辻野久憲訳、山本書店、1936年／山本功・橋本一明共訳、人文書院、1954年
- フローレンス（Florence）、1924年作の未完小説、1935年

### その他
- アラン＝フルニエとの往復書簡集（Correspondance de Jacques Rivière et Alain-Fournier）：1926-1928年刊
- ポール・クローデルとの往復書簡集（Correspondance avec Paul Claudel）：1926年刊
  - 『信仰への苦悶』、木村太郎訳、甲鳥書林、1942年／ヴェリタス書院、1957年／「平凡社 世界教養選集3」中の一篇、1975年
  - 「クローデルとの書簡」、上総英郎訳、『キリスト教文学の世界4 シムノン　リヴィエール』中の一篇、主婦の友社、1978年
  - 『文学と信仰のはざまで　クローデルとの往復書簡 1907-1914』、山崎庸一郎・中条忍共訳、「選集3」彌生書房、1982年
- アントナン・アルトーとの往復書簡集（Correspondance avec Jacques Rivière：Antonin Artaud）：1927年刊
  - 『思考の腐蝕について アントナン・アルトーとジャック・リヴィエールとの手紙』、飯島耕一訳、思潮社、1967年
- マルセル・プルーストとの往復書簡集（Marcel Proust et Jacques Rivière, correspondance (1914-1922)）：1955年刊
- アンドレ・ジッドとの往復書簡集（Correspondance andre gide avec jacques riviere：1909-1925）：1998年刊

なお、著者没後の出版の多くには、妻イザベルや長男アラン・リヴィエール（1920年生まれ）による遺稿整理および校訂が寄与している。